# Liván Pérez
Liván Pérez Recio es un futbolista cubano que juega como delantero en el FC Camagüey y en la Selección de fútbol de Cuba en la que hizo su debut en el 2013.

## Carrera
Liván Pérez hizo su debut deportivo en 2012 en el club FC Camagüey estuvo presente hasta el 2014 ya que después fue traspasado al FC Ciego de Ávila donde ganó el campeonato de 2014. En 2015 el regresa devuelta al FC Camagüey donde lograron ganar el campeonato de 2015 y actualmente se desempeña en este club.

## Clubes
| Club              | Años            | Títulos |
| ----------------- | --------------- | ------- |
| FC Camagüey       | 2012            | 0       |
| FC Ciego de Ávila | 2013 - 2014     | 1       |
| FC Camagüey       | 2015 - presente | 1       |

## Selección de Cuba
Fue convocado por primera vez para disputar la Copa de Oro de 2013 donde debutaron perdiendo 3:0 con Costa Rica y 4:1 con los Estados Unidos y en su último golean 4:0 a Belice con el hat trick de Ariel Martínez pasando con lo justo a los cuartos de final donde son derrotados 6:1 por Panamá quedando eliminados del torneo. Después de dos años en el 2015 es devuelta convocado para la Copa de Oro de 2015 donde en su debut reciben una goleada de 6:0 frente a México y pierden 2:0 con Trinidad y Tobago pero después vencen 1:0 a Guatemala pasando con lo justo a los cuartos de final donde son derrotados 6:0 frente a Estados Unidos quedando eliminados de la competición. En el año 2016 es llamado para la Copa del Caribe de 2016 donde en su debut vencen 2:1 a Bermudas pero son derrotados 3:0 por Guayana Francesa pero no pudieron pasar a la segunda ronda por diferencia.

## Participación torneos internacionales
| Torneo                          | Resultado        |
| ------------------------------- | ---------------- |
| Copa de Oro de la Concacaf 2013 | Cuartos de final |
| Copa de Oro de la Concacaf 2015 | Cuartos de final |
| Copa del Caribe de 2016         | Fase preliminar  |